# Folktronica
Folktronica is een moderne muziekstijl die folk mixt met electro.
Naast folk en electro komen er in de folktronica ook sporen voor van jazz, klassieke muziek, en soms ook hiphop. De term is geïntroduceerd door de media in Groot-Brittannië, dat tevens het land is waar veel folktronica-artiesten vandaan komen. De term "Folktronica" kwam voor het eerst voor bij een beschrijving van de muziekstijl van het album Pauze, het tweede album van de Britse producer Kieran Hebden (van Four Tet) uit 2001.

## Folktronica bands en artiesten
- The Album Leaf
- The Beta Band
- The Books
- CocoRosie
- Colleen
- Efterklang
- Four Tet
- Go_A
- Goldfrapp
- Beth Hirsch
- Jean Parlette
- Kieran Hebden
- Múm
- Silje Nes
- Tunng
- James Yuill
- Patrick Wolf
- Beth Orton
- Wintergatan

## Referentie
1. ↑  Artikel over folktronica op BBC